# Marina Silva
Maria Osmarina Marina Silva Vaz de Lima (født 8. februar 1958) er en brasiliansk politiker og miljøforkæmper. Hun var miljøminister 2003-2008 under præsident Lula for Arbejderpartiet (PT).
I 2009 skiftede hun til De grønne (PV) som hun stillede op for i præsidentvalget i Brasilien 2010 og fik 19,33 % af stemmerne.
I 2013 skiftede hun til Socialistpartiet (PSB). I april 2014 annoncerede partileder Eduardo Campos at han stillede op til præsidentvalget i Brasilien 2014 med Silva som vicepræsidentkandidat. Campos døde 13. august 2014 midt under valgkampen ved et flystyrt, hvorefter Silva er mulig efterfølger som PSB's præsidentkandidat.